# Oreopanax cheirophyllus
Oreopanax cheirophyllus là một loài thực vật có hoa trong Họ Cuồng cuồng. Loài này được (Spreng.) Seem. mô tả khoa học đầu tiên năm 1865.